# Lucas Ortíz
Lucas Ortiz (Temperley, Provincia de Buenos Aires, Argentina, 24 de agosto de 1987) es un baloncestista argentino que se desempeña como escolta en Independiente de La Liga Federal de Argentina.

## Trayectoria

### Clubes
| Club                  | País      | Año             |
| --------------------- | --------- | --------------- |
| Boca Juniors          | Argentina | 2003 - 2008     |
| Ben Hur               | Argentina | 2008 - 2009     |
| Asociación Española   | Argentina | 2009 - 2011     |
| Asociación Italiana   | Argentina | 2011 - 2012     |
| Quilmes               | Argentina | 2012 - 2015     |
| Monte Hermoso Basket  | Argentina | 2015            |
| La Unión de Colón     | Argentina | 2016            |
| Temperley             | Argentina | 2016 - 2018     |
| Quilmes               | Argentina | 2018 - 2019     |
| Olímpico              | Argentina | 2019 - 2020     |
| Comunicaciones        | Argentina | 2020            |
| Ferro                 | Argentina | 2021            |
| Quilmes               | Argentina | 2021            |
| Atlético Puerto Varas | Chile     | 2021 - 2022     |
| Lanús                 | Argentina | 2022            |
| Ferro                 | Argentina | 2022            |
| San Lorenzo           | Argentina | 2023            |
| Independiente         | Argentina | 2024 - Presente |